# Raketa (Satiremagazin)
Raketa ist ein österreichisches Internet-Satiremagazin.
Raketa wurde im April 2002 als eigenes Medienprojekt ehemaliger Redakteure des bis Jänner 2002 bestehenden Satireportals der österreichischen Tageszeitung „Der Standard“ gegründet.
Das Konzept von Raketa beruht auf der Interaktivität mit den Usern (genannt Les@s), im Zentrum stehen aktuelle Text-Bild-Beiträge, die die Leser gestalten und einsenden können. Unter jedem Beitrag können, ohne dass eine Registrierung erforderlich ist, Kommentare gepostet werden. Collagen und Bildmontagen stellen den Hauptteil des Inhalts dar. Zudem führt Raketa Bildrubriken (Cartoons, Rebus, Unterhosenmann des Tages), literarische Rubriken, Kulturtipps und Weblogs.
Inhaltliche Schwerpunkte der Satire sind österreichische Innenpolitik und Medien, die Themen sind jedoch nicht darauf beschränkt.

## Vorgänger / Entwicklung
Ab 1999 erschien als Subseite der Website von „Der Standard“ das Internet-Satire-Portal „Die gelbe Seite“. In dieser wurden primär die unernsten Chronikmeldungen („Schwein trieb Metzger in die Flucht“) angeboten. Im Herbst 2000 wurde diese Seite unter dem Namen „derZustand“ als selbständige Website abgetrennt. Aus derZustand.at entwickelte sich dann 2002 Raketa.

## Rechtsstreitigkeiten
Im Jahr 2004 wurde Raketa mehrfach von der ÖVP mit Klagen bedroht, jedes Mal wegen „Verunglimpflichungen“ der konservativen Kandidatin für die Bundespräsidentschaftswahlen, Benita Ferrero-Waldner. Einige Motive mussten tatsächlich von der Internet-Seite genommen, andere abgewandelt bzw. mit Zensurbalken versehen werden. Besonderes Aufsehen erregte das Motiv „Wer einmal schon für Benito war, wählt Benito auch in diesem Jahr!“, über den Fall wurde auch medial berichtet.
Im Februar 2006 drohte Wirtschaftskammer-Präsident Christoph Leitl Raketa mit Klage, wenn das Internetmagazin nicht eine satirische Montage mit dem Slogan „Geht’s der Wirtschaft gut, geht’s uns allen gut“ von der Seite entfernt. Außerdem habe die Wirtschaftskammer das Urheberrecht auf den Slogan „Verstehen. Denken. Handeln“ und das Corporate Design des Logos.
Ebenfalls im Februar 2006 verlangt der ORF-Balkankorrespondent Christian Wehrschütz von Raketa, dass ein Posting, welches von einem Leser unter dem Namen „Christian Wehrschütz“ gesetzt wurde, entfernt wird. Der Inhalt des Postings lautete „Re: eine riesen Sauerei. Ich habe in meinem Leben noch nie eine Vagina gesehen!“ Der ORF-Redakteur lässt via Rechtsanwalt ausrichten: „Es entsteht für die Konsumenten von www.raketa.at der Eindruck, als ob unser Mandant unter seinem eigenen Namen gepostet hätte.“ Der Inhalt des Artikels wurde samt den Leserkommentaren von der Seite entfernt.